# Marwickcythereis
Marwickcythereis is een geslacht van uitgestorven kreeftachtigen uit de klasse van de Ostracoda (mosselkreeftjes).

## Soorten
- Marwickcythereis marwicki (Hornibrook, 1952) Whatley & Millson, 1992 †
- Marwickcythereis ordotormenta Whatley & Millson, 1992 †